# Xyrichtys incandescens
 Xyrichtys incandescens és una espècie de peix de la família dels làbrids i de l'ordre dels perciformes.

## Distribució geogràfica
És un endemisme del nord-est del Brasil.